# Нафтохімічний комплекс в Донгміні
Нафтохімічний комплекс в Донгміні – розташований в китайській провінції Шаньдун у окрузі Хезе майданчик компанії Shandong Yuhuang Chemical Group, котрий здійснює випуск різноманітної хімічної продукції.

## Робота з фракцією С5
В 2003-му компанія інвестувала у спорудження установки по переробці фракції С5 потужністю 20 тисяч тон на рік. В 2005-му стала до ладу більш потужна установка з показником 100 тисяч тон, а станом на початок 2010-х загальна потужність майданчику по розділенню фракції С5 становила вже 200 тисяч тон.
В результаті переробки, зокрема, отримують цілий ряд дієнових вуглеводнів – ізопрен (головна складова природних каучуків), піперилен (в подальшому використовується для живлення лінії піпериленового каучуку потужністю 15 тисяч тон на рік) та діциклопентадієн (продукується шляхом димеризації циклопентадієна).

## Установки з виробництва бутадієну
У 2013-му році на майданчику Shandong Yuhuang ввели в дію одразу дві установки оксидативної дегідрогенізації бутилену. Одна з них (споруджена дочірньою компанією Huayu Rubber) мала потужність по цільовому продукту – бутадієну – на рівні 100 тисяч тон на рік, тоді як інша (зведена Heze Yuhuang) могла продукувати 70 (за іншими даними – 80) тисяч тон цього дієна. Технологія компанії Wison дозволяла досягати рівня конверсії бутилену у 80% при виході цільового продукта у 93%. При цьому донгмінський комплекс має установку розділення бутан-бутиленової суміші потужністю 300 тисяч тон, яка, зокрема, постачає сировину для подальшої дегідрогенізації у бутадієн.
Оскільки дегідрогенізаційне виробництво потребує для рентабельної роботи високих цін на бутадієн, у 2016-му більша з установок була перепрофілійована на екстрацію бутадієну, при цьому її потужність зменшилась до 60 (за іншими даними – 70) тисяч тон. Сировину для неї постачає менша з установок, котра продовжує працювати в режимі дегідрогенізації, проте випускає "сирий" бутадієн, який потребує очистки.
Бутадієн споживався на самому майданчику для живлення двох ліній синтетичного бутадієнового каучуку потужністю по 80 тисяч тон, запущених у 2010 та 2011 роках відповідно. У 2016-му одна з ліній була перепрофілійована на випуск 50 тисяч тон стирен-бутадієн-стиренового каучуку.

## Виробництво диметилового етеру та олефінів
Станом на середину 2010-х на майданчику в Донгміні могли випускати 500 тисяч тон диметилового етеру, котрий отримують шляхом дегідрації метанолу. Частина цього продукуту в подальшому споживається для конверсії в олефіни на установці, здатній видавати 100 тисяч тон цільового продукту на рік.   
Можливо також відзначити, що з 2017 року власник установки веде спорудження великого заводу метанолу в Луїзіані, де завдяки «сланцевій революції» в США з'явився ресурс дешевої сировини — природного газу.

## Виробництво інших полімерів
У 2009 році Shandong Yuhuang запустила виробництво мономеру стирену потужністю 200 тисяч тон на рік. Воно відносилось до мало поширеного типу, оскільки продукувало етилбензен (напівфабрикат на шляху до отримання стирену) шляхом реакції етанолу та бензену. Через зростання цін на етанол вже у 2011-му відмовились від цієї складової технологічного процесу, продовжуючи випускати стирен шляхом дегідрогенізації етилбензену. А в 2015-му ввели в дію другу установку по випуску мономеру стирена, потужність якої невдовзі довели до 250 тисяч тон на рік.
Ще одним полімером, котрий випускають на майданчику Shandong Yuhuang, є поліпропілен. Наявна тут лінія має річну потужність у 100 тисяч тон та частково споживає покупну сировину.

## Продукування MTBE
У 2002 році Shandong Yuhuang запустила свою першу установку високооктанової паливної присадки – метилтретинного бутилового етеру (MTBE) потужністю 10 тисяч тон. В 2008-му почали зведення заводу MTBE, здатного продукувати 200 тисяч тон, всього ж станом на початок 2010-х Shandong Yuhuang мала сім таких виробництв загальною потужністю 300 тисяч тон на рік. Втім, вони залежали від придбаної на ринку сировини (MTBE отримують реакцією ізобутилена з метанолом), через що при її нестачі могли перебувати у тривалому простої. Подібна ситуація, наприклад, виникла в листопаді 2012-го, причому станом на середину літа 2013-го всі сім заводів все ще не працювали.
А в другій половині 2013-го Shandong Yuhuang Chemical запустила в Донгміні потужний завод MTBE з річним показником 500 тисяч тон. При цьому необхідний для його роботи ізобутилен випускає наявна на майданчику установка дегідрогенізації ізобутану потужністю 300 тисяч тон на рік. Частину сировини для неї з 2015 року продукує власна установка ізомеризації бутана потужністю 200 тисяч тон на рік.